# Karakozy Abdalijew
Karakozy Abdalijew (ros. Каракозы́ Абдали́ев, ur. 1908 w obwodzie południowokazachstańskim, zm. 22 października 1943 k. Melitopola) – radziecki wojskowy narodowości kazachskiej, porucznik, Bohater Związku Radzieckiego (1943).

## Życiorys
Urodził się w kazachskiej rodzinie chłopskiej. Po ukończeniu szkoły pracował w kołchozie „Tałdybułak”, w 1940 został członkiem WKP(b), w 1941 został wcielony do Armii Czerwonej, a w 1942 skierowany na front. Dowodził plutonem piechoty 690 pułku piechoty 126 Dywizji Piechoty 51 Armii 4 Frontu Ukraińskiego. 22 października 1943 wraz ze swoim plutonem podczas walk w rejonie Melitopola zniszczył 23 stanowiska ogniowe Niemców i likwidując ponad 60 wrogów; Abdalijew osobiście zniszczył dwa czołgi przeciwnika, zanim zginął w tej walce. Uchwałą Prezydium Rady Najwyższej ZSRR z 1 listopada 1943 „za wzorowe wykonanie bojowych zadań podczas dowodzenia na froncie wojny z niemiecko-faszystowskimi najeźdźcami i wykazywanie przy tym męstwa i heroizmu” pośmiertnie został uhonorowany tytułem Bohatera Związku Radzieckiego ze Złotą Gwiazdą i Orderem Lenina. W Melitopolu jego imieniem nazwano ulicę.